# Златарна Цеље
Златарна Цеље (срп. Златара Цеље) је словеначка златара која се налази у Цељу. Око 70% пословања је од продаје накита и златних полуга, а компанија производи и зубне легуре и индустријско злато. Малопродајни објекти Златарне Цеље се углавном налазе у Словенији и земљама бивше Југославије. Данас компанија пласира своје производе под брендовима Златарна Цеље и Ленциа, од којих је ова друга развила линију колекције са Тином Мазе, словеначком скијашицом.

## Историја
Ђузепе Пакијаф, италијански златар, отворио је 1921. у Цељу радионицу са 100 запослених са два брата, Алојзом и Иваном Кнезом. После Другог светског рата, нова влада је конфисковала половину акција компаније од Пакијафовог наследника. Недуго затим, власт је национализовала и акције Ивана Кнеза. 1963. предузеће је било под управом Општинског народног одбора Цеље и наставило да ради као занатско предузеће, да би се трансформисало у индустријско предузеће Златарна Цеље. Временом је компанија постала једна од најзначајнијих компанија у овом сектору и у овом делу Европе; извоз производа у Европу, Северну Америку, Аустралију и Азију. 1974. компанија је достигла милион долара годишњег извоза.
После осамостаљења Словеније Златарна Цеље је била у финансијским проблемима, највише због губитка југословенских тржишта, али и због неефикасности и лошег маркетинга. 1997. је била у стечају, али пре него што је морала да угаси посао, спасила ју је Ауродент, подружница. 1999. преузела га је породица Албрехт преко компаније АЛ, која је обезбедила капитал за успешно поновно покретање бренда. Бојан Албрехт је власник 55% контролног удела у корпорацији и председник је одбора.
Након прегледа пословања компаније 2011., Удружење Светског савета за злато уврстило је Златарну Цеље на своју листу поузданих трговаца златом. У партнерству са Тином Мазе, словеначком скијашицом, на колекцији накита Ленциа од 2008. и око 2012. Златарна Цеље инвестирала је у изградњу хотела BTC City (Љубљана), који је био њен највећи подухват.